# Тарс Таркас
Тарс Таркас (англ. Tars Tarkas) — вигаданий персонаж марсіанського циклу Едгара Райса Берроуза. Тарс Таркас є джеддаком (королем) тарків — багаторуких, 3-метрових войовничих зелених марсіан. За законами його народу, лідерство дістається поєдинком і кланом править найсильніший. Таркас стверджує, що його не так просто перемогти, поки у нього ціла хоча б одна рука.

## Історія
Тарс Таркас перший мешканець Барсуму, з яким зустрічається Джон Картер, коли він з'являється на Марсі. Тарс Таркас, під час перевірки інкубатора, побачив Картера та взяв його в полон до мертвого міста, в якому проживало плем'я тарків. Коли Картер вбиває одного з тарків у бою, Тарс Таркас повідомляє йому, що він отримав звання і майно свого супротивника.
Пізніше Картер виявляє, що у Таркаса є таємниця: він давно закохався і мав дитину зі своєю коханою, це карається смертю у тарків. Ім'я дочки Таркаса — Сола. Картер затоваришував із Солою та допоміг їй утекти з племені разом з полонянкою Деєю Торіс.
Згодом Картер та Таркас стають друзями. Таркас стає одним з найближчих союзників Картера. Він з'являється в ряді інших романів марсіанської серії Едгара Райса Берроуза.

## Авторські права
Авторські права на персонаж належать компанії «Edgar Rice Burroughs, Inc.», які автор особисто заклав ще за життя.

## Фільми
1. Тарса Таркаса грав Метт Ласкі у 2009 в фільмі «Принцеса Марса».
2. Віллем Дефо зіграв Тарса Таркаса у 2012 році в фільмі «Джон Картер»[1].